# Diakon
Diakon è un comune rurale del Mali facente parte del circondario di Bafoulabé, nella regione di Kayes.